# Ferdinand August Müller
Ferdinand August Müller (* 14. Februar 1858 in Haynau; † 10. Juli 1888 in Badenweiler) war ein deutscher Philosoph und Hochschullehrer.

## Leben
Ferdinand August Müller war der Sohn eines Arztes und studierte nach dem Besuch der Gymnasien in Bunzlau, Berlin und Stendal Mathematik und Naturwissenschaften an den Universitäten in Tübingen, Berlin und Marburg. Nach einer kurzzeitigen Beschäftigung als Realschullehrer in Marburg musste er aus gesundheitlichen Gründen auf dieses Amt verzichten, studierte nun in Wien Philosophie und promovierte am 25. Juli 1881 an der Universität Marburg mit der Dissertation Das Axiom der Psychophysik zum Dr. phil. Am 15. Mai 1886 habilitierte er.
Müller war ein Schüler des jüdischen Philosophen Hermann Cohen.

## Ehrungen
1885 Preis der Beneke-Stiftung